# 古市氏
古市氏（ふるいちし、ふるちし）は、日本の氏族。河内国古市郡古市郷や摂津国東生郡古市郷、近江国滋賀郡古市郷などの地名があり、それらに由来する。

## 大和古市氏
大和国添上郡古市（現在の奈良県奈良市古市町）を本拠とする国人。興福寺大乗院方の衆徒。古市城を築いた。
古市の地は、かつては「福島市」という名であったが、領主の大乗院門跡が大乗院郷内に移し南市としたため、跡地を古市と呼称するようになった。
出自については、『和州国民郷土記』に清原氏で舎人親王の末孫とあり、「聞書覚書」（『大和志料』）には古市に住した清原夏野の子孫とあるが、いずれも近世の史料であり確証はない。
古市氏がその名を名乗り始めた時期は不明だが、正中2年（1325年）に古市但馬公の名が見える。至徳3年（1386年）には、筒井順覚らとともに古市胤賢が衆中沙汰衆に就いており、大乗院方の代表的な衆徒となっていた。
嘉吉2年（1442年）より大乗院門跡・経覚と筒井氏が争うと、胤賢の孫・胤仙は経覚方として戦った。
享徳2年（1453年）に胤仙が没し、その子・胤栄が跡を継ぐ。応仁元年（1467年）に応仁の乱が始まると、胤栄は西軍として参戦した。胤栄は古市家中の裁判権を掌握するなどして家臣団統制を強化したが、一族や被官から反発を受けたためか、文明7年（1475年）に隠居した。
胤栄の隠居後、弟の澄胤が家督を継ぐ。応仁の乱以来、大和の国人は筒井党と越智党に分かれて争っており、澄胤は越智家栄に次ぐ越智党の中心人物として活動した。当初は越智党が優勢で、古市氏も澄胤のもと最盛期を築いたが、明応6年（1497年）に筒井党との合戦に敗れ、古市氏は没落する。その後、古市氏を除く大和国人の間で和睦が結ばれ、澄胤は大和に侵入する細川氏の部将、赤沢朝経・長経に味方して大和国人らと戦った。
永正5年（1508年）に澄胤が戦没した後、大和では再度筒井方と越智方に分かれての抗争が始まり、澄胤の跡を継いだ公胤は越智方に付いた。以後、古市氏は筒井方との間で和戦を繰り返し、永禄2年（1559年）に三好氏家臣・松永久秀が大和に進出してくるとそれに従った。
また、古市氏は風流を嗜み、胤仙は古市城内で連歌会を催した。子の胤栄や澄胤も連歌や茶の湯を行っている。澄胤主催の会には、応仁の乱の戦乱を避け奈良に下っていた公家や芸能人も参加したという。

### 系譜
田中慶治作成の系図に基づく。「?」は推測を表す。
```
古市但馬公

　　┃?
　 
胤賢

　　┃
　 
胤憲

　　┣━━━━┳━━━━┓
　 
胤仙
　　　
宜胤
　　　
胤俊

　　┣━━━━┓
　 
胤栄
　　　
澄胤

　　┃? 　　　┃
　 
胤盛
　　　
公胤

　　　　　　　┃?
　　　　　　 
胤重
```

## 加賀古市氏

### 概略
加賀古市氏の始まりは、古市城主であった古市播磨守の末裔古市五左衛門胤家の移住である。胤家は、関白近衛信尹に給仕し内史を賜った後、伊勢津藩藩主となる藤堂高次に奉公しその後加賀に移住した。家紋は大和古市氏と同じ「丸に楓」である。
胤家の息子の古市胤重は、江戸時代前期に加賀藩2代目藩主前田利常に仕えた武将である。通称左近。若くして利常公に仕え俸禄3,630石で召し抱えられていたが、主君の死去に殉じて34歳にして殉死（自刃）した。跡取りは実弟の古市務本で、前田綱紀に仕えた武士であり、朱舜水を師とする儒学者であった。務本も30代で病没し加賀古市氏は途絶えたが、後述の越前古市氏である理助の子孫が加賀藩代々の君主に仕えていた。

### 系譜
| 古市播磨守澄胤                    |                                   |                                   |                                   |                                   |                                   |  |  |                       |                       |                       |                       |                       |                       |  |  |  |  |               |               |               |               |               |               |  |  |  |  |  |  |  |  |  |  |
|                                   |                                   |                                   |                                   |                                   |                                   |  |  |                       |                       |                       |                       |                       |                       |  |  |  |  |               |               |               |               |               |               |  |  |  |  |  |  |  |  |  |  |
| 古市安房守胤慶                    |                                   |                                   |                                   |                                   |                                   |  |  |                       |                       |                       |                       |                       |                       |  |  |  |  |               |               |               |               |               |               |  |  |  |  |  |  |  |  |  |  |
|                                   |                                   |                                   |                                   |                                   |                                   |  |  |                       |                       |                       |                       |                       |                       |  |  |  |  |               |               |               |               |               |               |  |  |  |  |  |  |  |  |  |  |
| 古市播磨守胤栄                    |                                   |                                   |                                   |                                   |                                   |  |  |                       |                       |                       |                       |                       |                       |  |  |  |  |               |               |               |               |               |               |  |  |  |  |  |  |  |  |  |  |
|                                   |                                   |                                   |                                   |                                   |                                   |  |  |                       |                       |                       |                       |                       |                       |  |  |  |  |               |               |               |               |               |               |  |  |  |  |  |  |  |  |  |  |
|                                   |                                   |                                   |                                   |                                   |                                   |  |  |                       |                       |                       |                       |                       |                       |  |  |  |  |               |               |               |               |               |               |  |  |  |  |  |  |  |  |  |  |
| 古市久兵衛胤勝                    | 古市久兵衛胤勝                    | 古市久兵衛胤勝                    | 古市久兵衛胤勝                    | 古市久兵衛胤勝                    | 古市久兵衛胤勝                    |  |  | 古市胤子 （三位の局） | 古市胤子 （三位の局） | 古市胤子 （三位の局） | 古市胤子 （三位の局） | 古市胤子 （三位の局） | 古市胤子 （三位の局） |  |  |  |  |               |               |               |               |               |               |  |  |  |  |  |  |  |  |  |  |
| 古市久兵衛胤勝                    | 古市久兵衛胤勝                    | 古市久兵衛胤勝                    | 古市久兵衛胤勝                    | 古市久兵衛胤勝                    | 古市久兵衛胤勝                    |  |  | 古市胤子 （三位の局） | 古市胤子 （三位の局） | 古市胤子 （三位の局） | 古市胤子 （三位の局） | 古市胤子 （三位の局） | 古市胤子 （三位の局） |  |  |  |  |               |               |               |               |               |               |  |  |  |  |  |  |  |  |  |  |
|                                   |                                   |                                   |                                   |                                   |                                   |  |  |                       |                       |                       |                       |                       |                       |  |  |  |  |               |               |               |               |               |               |  |  |  |  |  |  |  |  |  |  |
| 古市五左衛門胤家                  | 古市五左衛門胤家                  | 古市五左衛門胤家                  | 古市五左衛門胤家                  | 古市五左衛門胤家                  | 古市五左衛門胤家                  |  |  | 赤井権左衛門          | 赤井権左衛門          | 赤井権左衛門          | 赤井権左衛門          | 赤井権左衛門          | 赤井権左衛門          |  |  |  |  |               |               |               |               |               |               |  |  |  |  |  |  |  |  |  |  |
| 古市五左衛門胤家                  | 古市五左衛門胤家                  | 古市五左衛門胤家                  | 古市五左衛門胤家                  | 古市五左衛門胤家                  | 古市五左衛門胤家                  |  |  | 赤井権左衛門          | 赤井権左衛門          | 赤井権左衛門          | 赤井権左衛門          | 赤井権左衛門          | 赤井権左衛門          |  |  |  |  |               |               |               |               |               |               |  |  |  |  |  |  |  |  |  |  |
|                                   |                                   |                                   |                                   |                                   |                                   |  |  |                       |                       |                       |                       |                       |                       |  |  |  |  |               |               |               |               |               |               |  |  |  |  |  |  |  |  |  |  |
| 古市胤光（発心院） （興福寺住職） | 古市胤光（発心院） （興福寺住職） | 古市胤光（発心院） （興福寺住職） | 古市胤光（発心院） （興福寺住職） | 古市胤光（発心院） （興福寺住職） | 古市胤光（発心院） （興福寺住職） |  |  | 古市左近胤重 絶家     | 古市左近胤重 絶家     | 古市左近胤重 絶家     | 古市左近胤重 絶家     | 古市左近胤重 絶家     | 古市左近胤重 絶家     |  |  |  |  | 古市務本 絶家 | 古市務本 絶家 | 古市務本 絶家 | 古市務本 絶家 | 古市務本 絶家 | 古市務本 絶家 |  |  |  |  |  |  |  |  |  |  |

## 越前古市氏

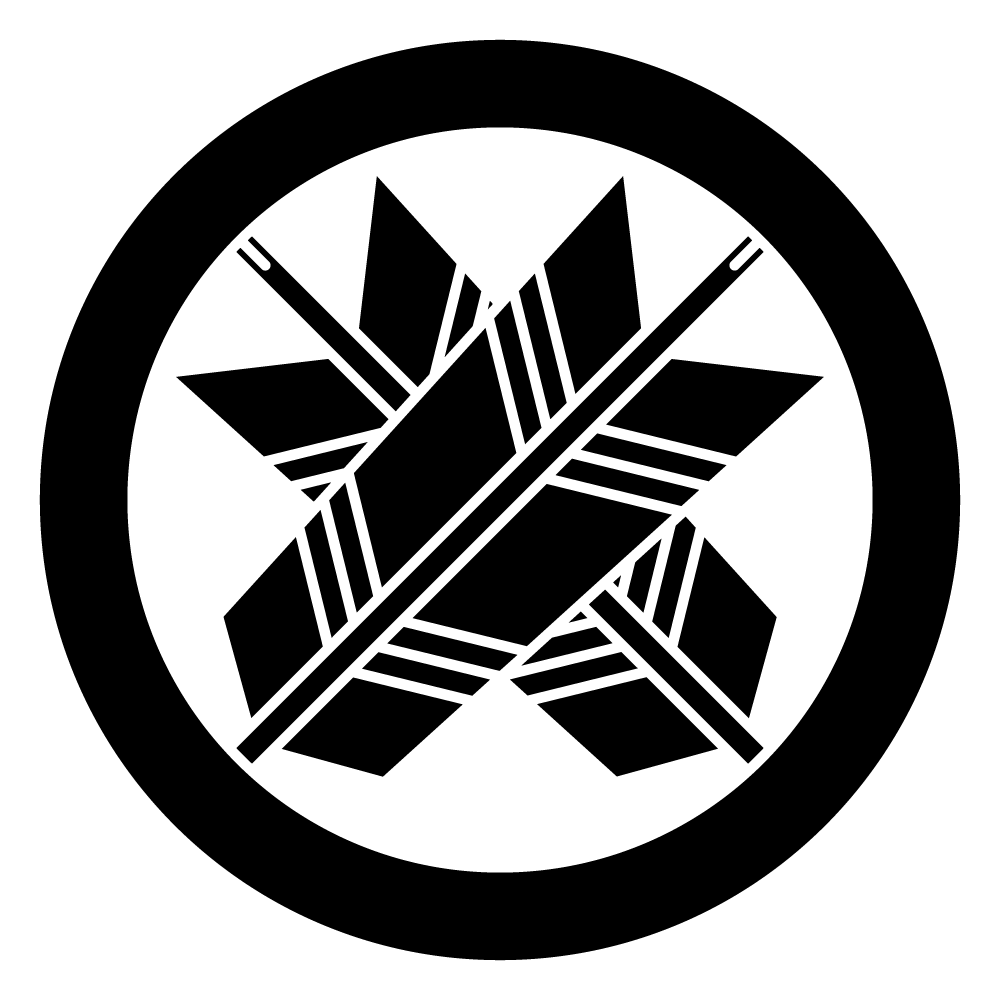
家紋（栂野古市）

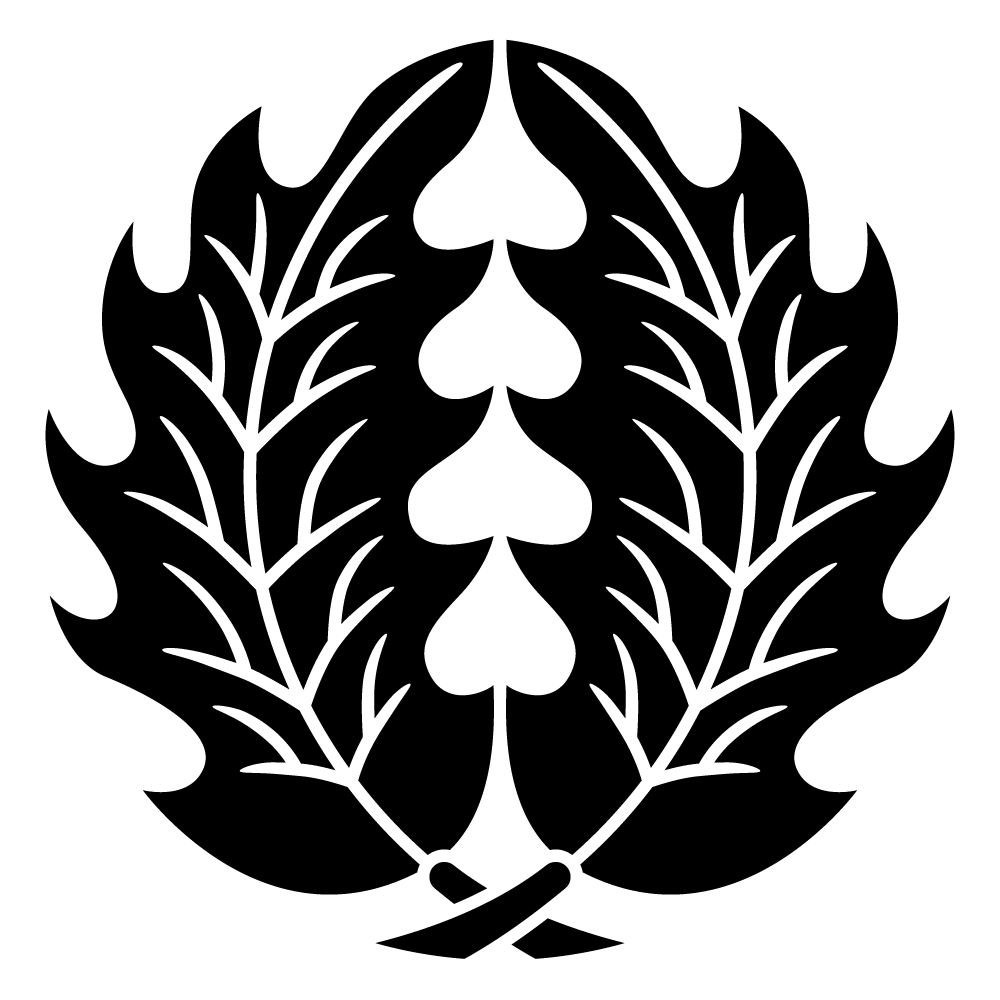
家紋（宿布古市）

越前古市氏の始まりは定かではないが、越前国に存在した興福寺所有の荘園日記に複数の古市氏が記録されている。951年11月24日（天暦5年10月23日）の郡庁牒によると、古市氏は木田庄（現在の福井市木田）の擬大少領であり、室町時代には河口荘の本荘（現在のあわら市本荘地区）と藤澤（現在の坂井市三国町藤沢）、坪江荘の内桶川を管理していた。
戦国時代には古市播磨守（澄胤、胤栄のどちらかは不明）の子息である古市藤五郎が朝倉義景に500石、藤五郎の嗣子である理助は越前向駿河守に300石で召し抱えられていた。
現在福井県には明治以前より福井市栂野町・宿布町（一乗谷朝倉氏遺跡）、坂井市坂井町折戸（向氏の屋敷「木部新保館」付近）に古市姓の集落が存在する。栂野からは教育者の古市利三郎や古市昌一、越前府中で呉服屋を営んだ古市幸吉を輩出している。菩提寺は照護寺。

## 姫路古市氏

### 大和古市氏の河内・紀州への進出
姫路古市氏の祖は、大和守護で古市城主の松永久秀に属していた古市景治である。天正5年、松永久秀の没後、景治の子の景末が河内へ移り農業に従事した。景末の子の景孝（後に道生）は京都で医術を学び、利庵という号を称し、紀州へと移り住んだ。

### 士席医師として江戸出府
元和3年2月、利庵の子である玄政が紀州で生まれる。玄政は長崎で学問と医術を深め、寛永年間に武州川越藩主酒井忠世に召し抱えられる。古市氏は、かつての凋落した大和国人から「医術を生業とする武士（士席医師)」となり、玄政を「中興の祖」と仰ぐまでに至った。

### 姫路古市氏の成立
寛延2年、玄政の子・孝慈、孝矩の時代に酒井忠恭が姫路に転封されると古市氏も従って姫路藩士として江戸で仕えた。姫路藩へ移った古市家は江戸での定府生活を続けつつも、奥年寄や元締役（勘定奉行相当）などの要職を歴任し、複数回の加増を受けて家名を維持・発展させた。

### 幕末・維新期の姫路移住
文久3年、幕末の混乱の中で姫路藩は、江戸詰め（定府）の藩士を城下へ呼び戻す方針を示した。古市家もこれに従って江戸藩邸を離れ、姫路城の郭内へ移住する。当主の古市孝友は、先手物頭や元締役を歴任してきた重職であり、加増を受ける形で家中での地位を確立していた。
幕末から明治期にかけ、古市家は当主や近縁者が男子に恵まれない状況が続き、他家からの養子迎えを重ねた。孝友の甥である堤鐵三（後に孝に改名）は、天保14年に古市家に養子となった。文武に秀で、節義を尊び、表小姓を務めるかたわら西洋流調練の世話役でもあり、42歳のとき養父孝友の隠居の際に東京に上京した。
孝には一男一女があり、男子は公威、女子は洛子である。公威は帝国大学工科大学（東京大学工学部の前身）の初代学長、内務省土木局のトップであり、近代土木界の最高権威と称される。

## 鹿児島・種子島古市氏
鹿児島・種子島古市氏の祖は、戦国時代に来島した大和古市氏の古市舎人と、最上一族の古市甲斐守、古市長門守実清父子である。
古市舎人は、種子島時尭の家臣となり、1562年（永禄5年）に時尭の娘円信院殿が従兄弟である島津義久公の継室となるため種子島を発つ時に付き従い、そのまま国分（現在の鹿児島県霧島市）に居住し義久の家臣となった。
古市甲斐守、古市長門守実清は、1552年（天文21年）に島津忠良の命を受け来島し、近衛稙家や一式式部大輔などに取次ぎ、島津貴久の大中公の叙爵を願い出る役を担った。長門守はその後最上氏に改め最上宗檜と名乗った。
種子島には種子島古市宗家の古市家住宅が国の重要文化財として保存されている。
また1886年に日本で最初の幼稚園である駒込幼稚園（現在のうさぎ幼稚園）を創設した古市静子は種子島出身である。